# ماهیگیری

تصویرنگاشت ماهیگیری با قلاب

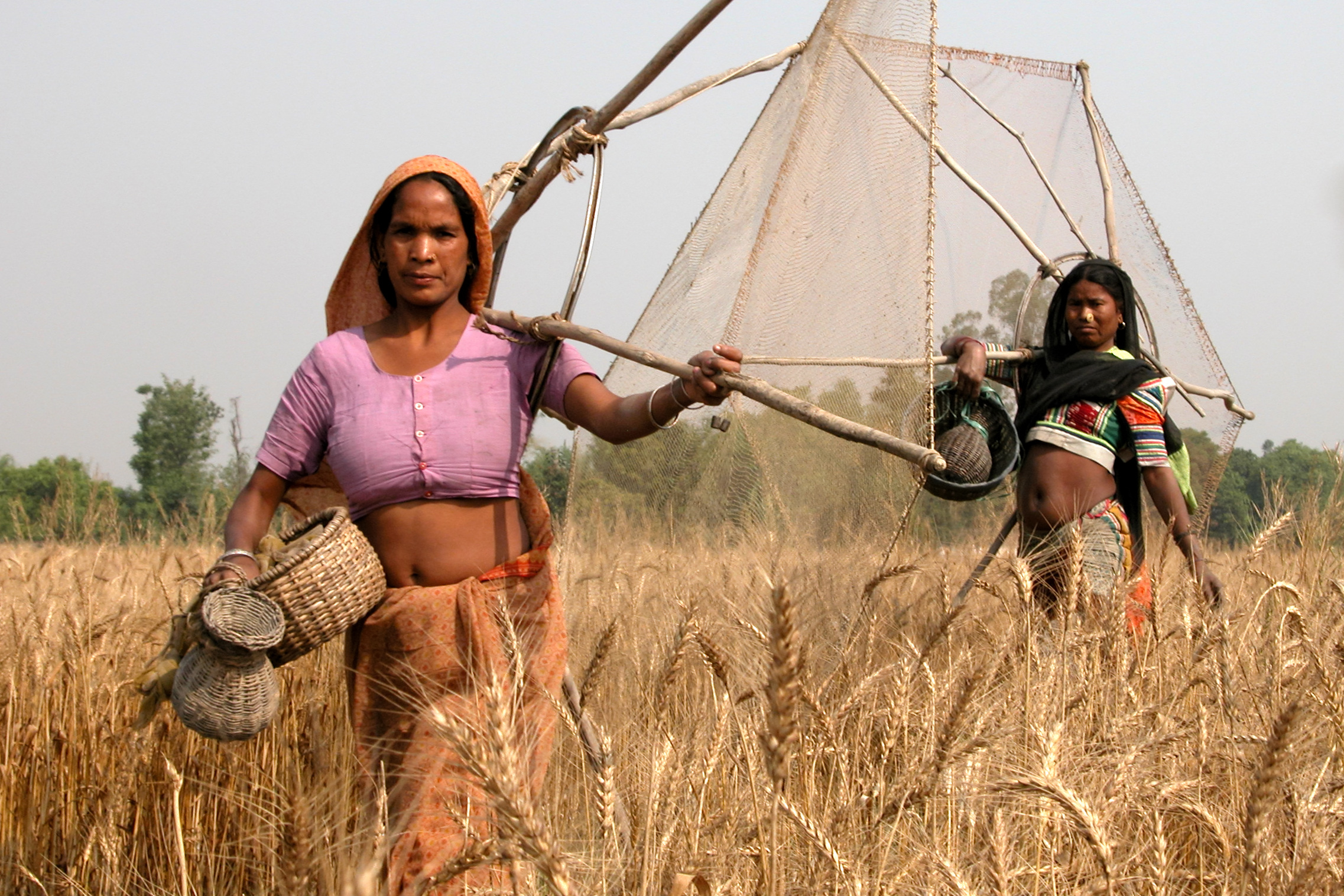
نگاره‌ای از دو زن ماهیگیر اهل نپال، در حال گذر از مزارع گندم. به توری که این زنان بر روی دوش‌شان حمل می‌کنند، «تور بالابر اهرمی» گفته می‌شود.

ماهیگیری به شکار ماهی از آب با قلاب، تور یا هر ابزار دیگری توسط فرد ماهیگیر می‌گویند. ماهیگیری می‌تواند شامل صید آبزیان غیر از ماهی، مانند نرم‌تنان، سرپایان، سخت‌پوستان و خارپوستان باشد. این اصطلاح معمولاً برای صید ماهی‌های پرورشی یا پستانداران آبزی مانند نهنگ، که اصطلاح صید نهنگ برای آن مناسب‌تر است، به کار نمی‌رود. ماهی‌ها علاوه بر صید برای خوردن، جهت تفریح و سرگرمی نیز صید می‌شوند. همچنین مسابقات ماهیگیری نیز برگزار می‌شود و ماهی‌های صید شده گاهی به عنوان نشان پیروزی محافظت شده یا زنده نگهداری می‌شوند.

## انواع ماهیگیری
ماهیگیری به دو نوع تجاری و تفریحی تقسیم می‌شود. ماهیگیری تجاری به دو صورت سنتی (غیرصنعتی) و صنعتی انجام می‌شود و ماهیگیری ورزشی صرفاً جهت لذت بردن از صید ماهی و کشمکش و هیجان انجام می‌گیرد و بعد از بیرون کشیدن ماهی از آب به‌وسیله چوب و چرخ تخصصی دوباره به دامان طبیعت بازگردانده می‌شود.
در ماهیگیری سنتی معمولاً از تور برای صید ماهی استفاده می‌شود. یکی از این روش‌ها نصب تورهای عمودی به صورت ثابت در طول خط ساحلی است که با استفاده از جزر و مد آب دریا باعث گیرافتادن ماهی در تور می‌شود. روش دیگر استفاده از تورهای بزرگ در سطح یا کف دریاست. این تورها ممکن است در یک ناحیه دریا پهن شده یا توسط کشتی در مسیر مشخصی کشیده شود.
ماهیگیری صنعتی به وسیله روش‌های نوین مانند استفاده از رادار، سونار، تصاویر ماهواره‌ای و تجهیزات پیشرفته مکانیکی مانند تورهای هدایت شونده، جرثقیل‌های بزرگ و دستگاه‌های مکش انجام می‌گیرد.